# Sivkov
Sivkov je priimek več oseb:
- Anatolij Ivanovič Sivkov, ruski slikar
- Arkadij Kuzmič Sivkov, sovjetski general